# Snowboarding na Zimowych Igrzyskach Azjatyckich 2017
Snowboarding na Zimowych Igrzyskach Azjatyckich 2017 odbywał się w Sapporo Teine i Sapporo Bankei Ski Area w Sapporo w dniach 19–25 lutego 2017 roku. Pięćdziesięciu dziewięciu zawodników obojga płci rywalizowało w sześciu konkurencjach.

## Podsumowanie

### Klasyfikacja medalowa
| Klasyfikacja medalowa | Klasyfikacja medalowa | Klasyfikacja medalowa | Klasyfikacja medalowa | Klasyfikacja medalowa | Klasyfikacja medalowa |
| Miejsce               | państwo               | Złoto                 | Srebro                | Brąz                  | Razem                 |
| --------------------- | --------------------- | --------------------- | --------------------- | --------------------- | --------------------- |
| 1                     | Chiny                 | 3                     | 2                     | 1                     | 6                     |
| 2                     | Korea Południowa      | 2                     | 2                     | 2                     | 6                     |
| 3                     | Japonia               | 1                     | 2                     | 3                     | 6                     |
| Razem                 | Razem                 | 6                     | 6                     | 6                     | 18                    |

### Medaliści
| Konkurencja            | 1. miejsce   | 2. miejsce    | 3. miejsce       |
| Mężczyźni              | Mężczyźni    | Mężczyźni     | Mężczyźni        |
| ---------------------- | ------------ | ------------- | ---------------- |
| Halfpipe mężczyzn      | Zhang Yiwei  | Kweon Lee-jun | Ayumu Nedefuji   |
| Slalom gigant mężczyzn | Lee Sang-ho  | Choi Bo-gun   | Shinnosue Kamino |
| Slalom mężczyzn        | Lee Sang-ho  | Yuya Suzuki   | Kim Sang-kyum    |
| Kobiety                |              |               |                  |
| Halfpipe kobiet        | Liu Jiayu    | Cai Xuetong   | Kurumi Imai      |
| Slalom gigant kobiet   | Eri Yanetani | Ruxin Zang    | Naiying Gong     |
| Slalom kobiet          | Ruxin Zang   | Eri Yanetani  | Shin Da-hae      |